# دهاما
دهاما (به انگلیسی: Dhama) یک شهرک در پاکستان است که در ناحیه گجرات واقع شده‌است. دهاما ۴۰۰ نفر جمعیت دارد.